# آلاء بساتنة
آلاء بساتنة (بالإنجليزية: Ala'a Basatneh)‏ من مواليد دمشق، سوريا، ناشطة سياسية سورية أمريكية اشتهرت بتورطها في الثورة السورية. هي محور الفيلم الوثائقي لعام 2013 بعنوان #ChicagoGirl: الشبكة الاجتماعية تأخذ على دكتاتور. في عام 2016، حضرت خطاب حالة الاتحاد الأخير للرئيس أوباما، كضيف على النائب الديمقراطي لإلينوي مايك كويجلي.

## سيرة شخصية
وفقًا للفيلم الوثائقي، فقد كانت بطلة فيلم #ChicagoGirl، ولدت البساتين في دمشق، سوريا وهاجرت إلى الولايات المتحدة مع عائلتها عندما كان عمرها ستة أشهر.  عاشت في شيكاغو، إلينوي، قبل أن تنتقل إلى ميامي، فلوريدا.
تخرج البساتين  من كلية رايت  وجامعة نورث إيسترن إلينوي بدرجة العلوم السياسية. هي كاتبة في Fusion تركز في الغالب على السياسة والعالم العربي. 

## النشاط السياسي
أصبحت البساتنة ناشطًة سياسيًة على الإنترنت في 2011، بعد تقارير إخبارية عن اعتقال 15 طالبًا شابًا في درعا.  نظمت أول مظاهرة لها في شيكاغو للمطالبة بإنهاء الأحكام العرفية في سوريا. لاحقًا، باستخدام Facebook، نسقت المسيرات في سوريا، وساعدت النشطاء المناهضين للنظام على الأرض، بالإضافة إلى توزيع اللقطات الرقمية على وسائل الإعلام المختلفة.  كما زارت سوريا بنفسها لتوصيل الإمدادات الطبية. 
وقد التقت بهيلاري كلينتون في الأمم المتحدة، أثناء ولاية كلينتون لوزيرة الخارجية، لمناقشة التدخل الدولي في سوريا والتطبيق المحتمل لمنطقة حظر طيران. 
بسبب تأثيرها ونشاطها، تلقت تهديدًا بالقتل من سوريا،  وكان هذا سببًا للاتصال بها من قبل المخرج جو بيسكاتيلا، الذي أراد أن يصنع فيلمًا عن الجانب المظلم لوسائل التواصل الاجتماعي في الثورات.  أصبح هذا المشروع لاحقًا فيلمًا وثائقيًا لعام 2013 بعنوان #ChicagoGirl: The Social Network Takes on a Dictator، والذي عُرض في مهرجان سياتل السينمائي الدولي في عام 2014. 
في عام 2014 ، حضرت قمة احتجاجية استمرت طوال اليوم RiseUp Summit. 